# Agrafa
Agrafa (græsk: Άγραφα, Græsk udtale: [ˈaɣrafa]) er en bjergrig region i de regionale enheder Evrytania og Karditsa på det græske fastland, der hovedsageligt består af små landsbyer. Det er den sydligste del af Pindus- området. Der er også en kommune med samme navn, Agrafa Kommune, men den dækker kun en lille procentdel af arealet.

## Historie
Agrafa-regionen er berømt for at opretholde selvstyre gennem hele perioden med osmannisk besættelse af det centrale Grækenland. Ordet ágrafa oversættes bogstaveligt til uskrevet, hvilket betyder uregistreret eller ukendt; fordi osmannerne ikke var i stand til at erobre denne region, blev området og dets befolkning ikke registreret i sultanens skatteregister. Derfor var folket normalt frit til at udføre deres forretninger og opretholde deres skikke, som de ville, uden osmannisk indflydelse.
Befolkningens, kendt som Agrafiotes, uafhængige sind, modsvares af et barskt og afvisende landskab. Den centrale Agrafiotis- floddal er på tre sider omgivet af en stejl 2.000 meter høj mur af bjerge, og på sin sydside afvandes af floden via en række smalle og ofte ufremkommelige kløfter ud i den kunstige Kremastasø . Den anden store flod i Agrafa, Tavropos (alias Megdovas), giver vand til to kunstige søer: Plastiras (N) og Kremasta (S).
De fleste af de omkringliggende skove i regionen var kontrolleret af græsk-ortodokse klostre i mange hundrede år og gennem den osmanniske periode. Beboerne i Agrafa købte landområder fra klostrene for hundreder af år siden, og disse skove forbliver i de nuværende indbyggeres fælleseje.
Agrafa var et center for læse- og skrivefærdigheder under de 400 år med osmannisk styre. I modsætning til flertallet af grækere kan mange agrafioter spore deres familiehistorie tilbage i generationer.
I det 20. århundrede forlod en masse agrafioter deres landsbyer og slog sig ned i de store byer i Grækenland samt i USA, Canada, Australien og Tyskland, for at søge en flugt fra den dystre fattigdom og mangel på muligheder i området. Migrationen fra regionen begyndte først i 1920'erne og sluttede næsten, efter at militærjuntaen, der havde regeret Grækenland fra 1967-1974, blev væltet.